# Benoîte Anthony
Pour les articles homonymes, voir Anthony.
Benoîte Anthony est une religieuse cistercienne qui fut la 40e abbesse de l'abbaye de la Cambre. Elle appartenait  à une famille de la bourgeoisie bruxelloise. Elle reçut la bénédiction abbatiale le 18 décembre 1735 des mains d'Andoche Pernot, abbé de Cîteaux, spécialement commis à cet effet, par l'abbé de Villers.

## Héraldique
aux I et 4 de gueules au chevron d'or accompagné de cinq étoiles à six rais du même; aux 2 et 3 de sable à trois fleurs de lis surmontées chacune d'une étoile à six rais, le tout d'argent.
Devise : Virtute et constantia.

## Histoire
« Après la Guerre de Trente Ans, la Cambre est épargnée par le passage des armées. Quatre abbesses, Marie-Ernestine de Gand-Vilain (1712-1718), Louise Dellano y Velasco (1718-1735), Benoîte Anthony (1718-1757) et Séraphine Snoy (1757-1794) mettent cette période à profit pour réaliser les transformations et les embellissements qui lui confèrent sa physionomie actuelle. »

## Galerie

Abbaye de la Cambre
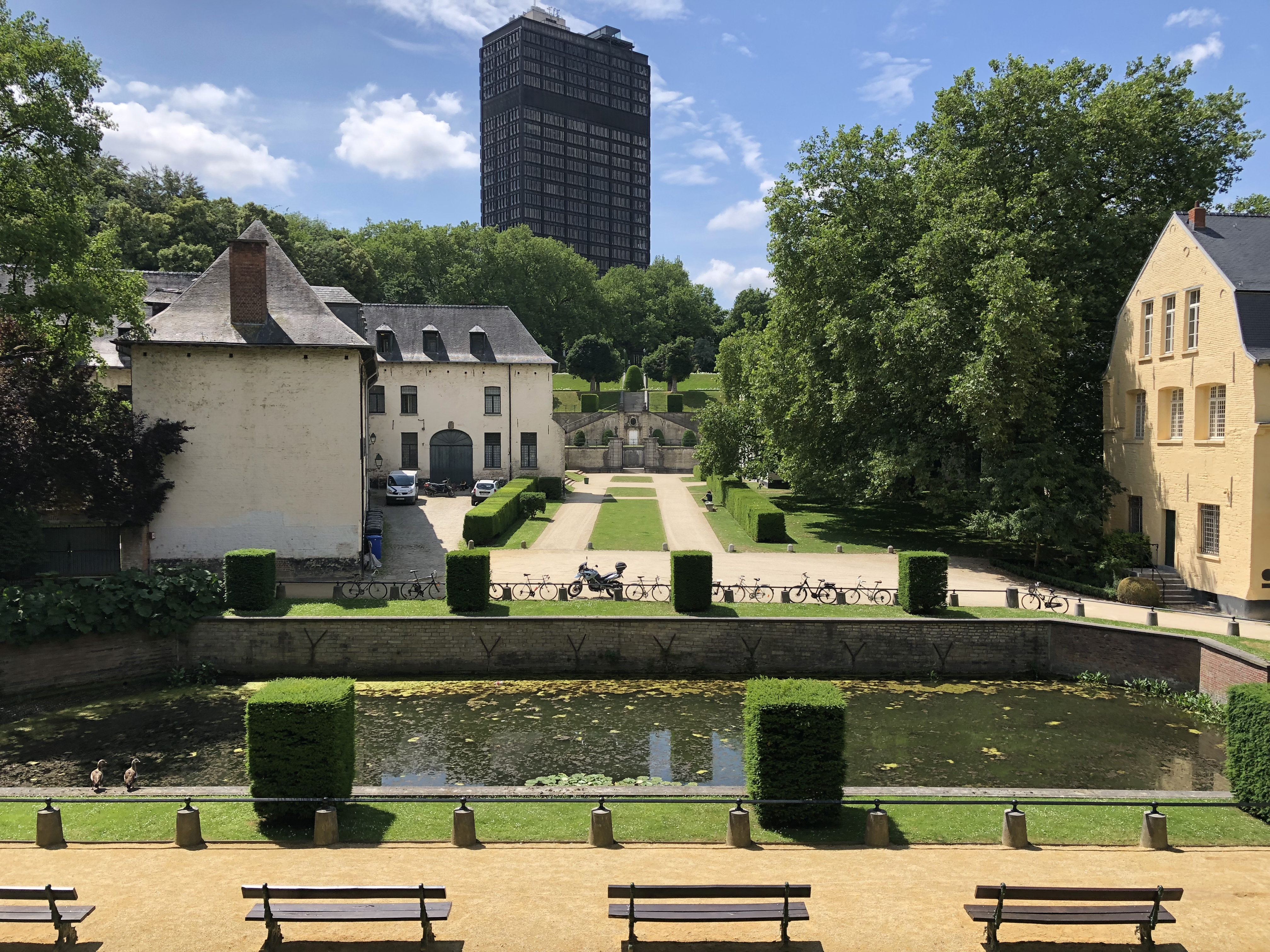
Au centre, vue actuelle du grand escalier avec au fond la Tour ITT, à gauche, l'ancien réfectoire
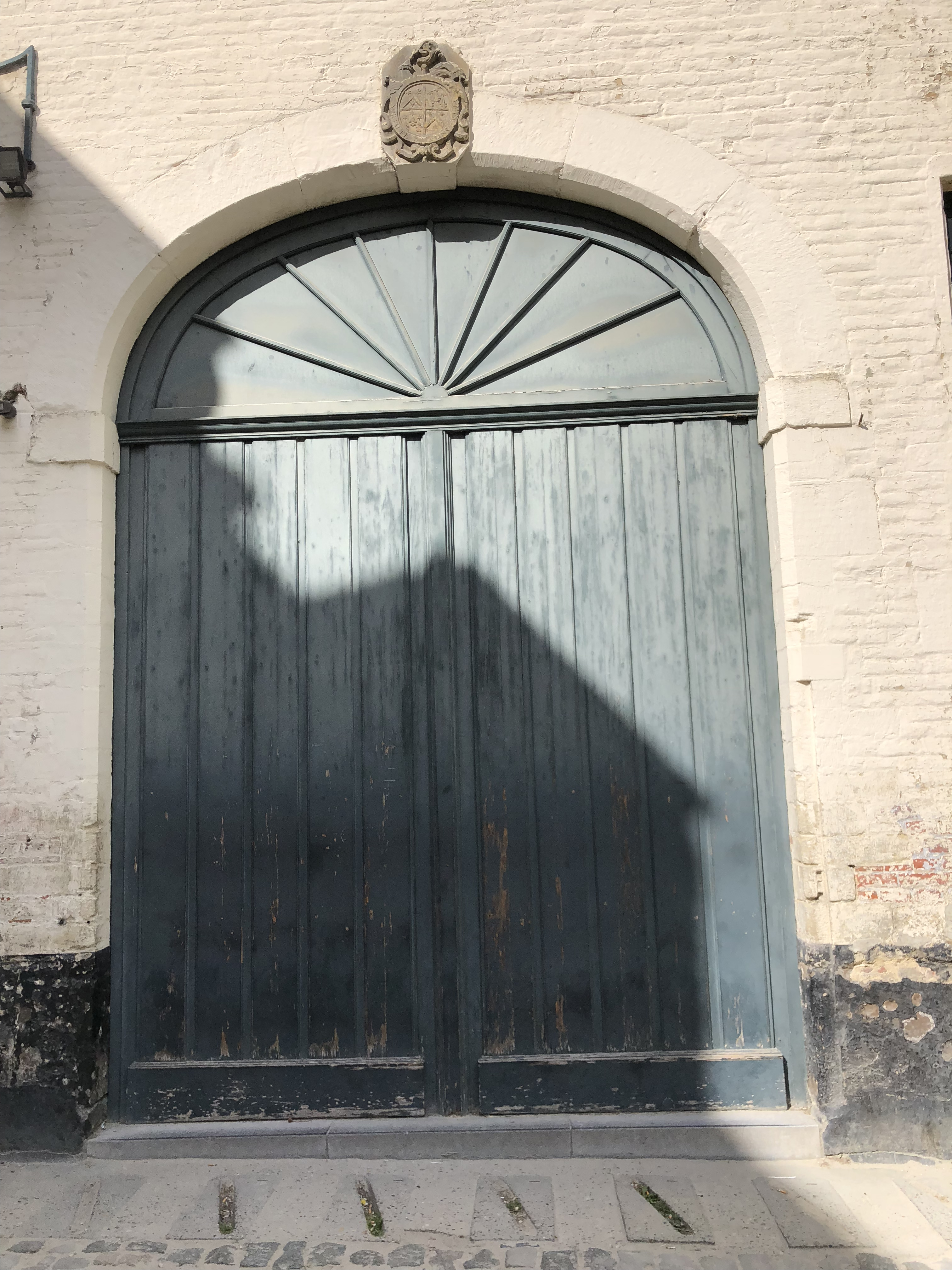
Armes de Benoîte Anthony au dessus du portail
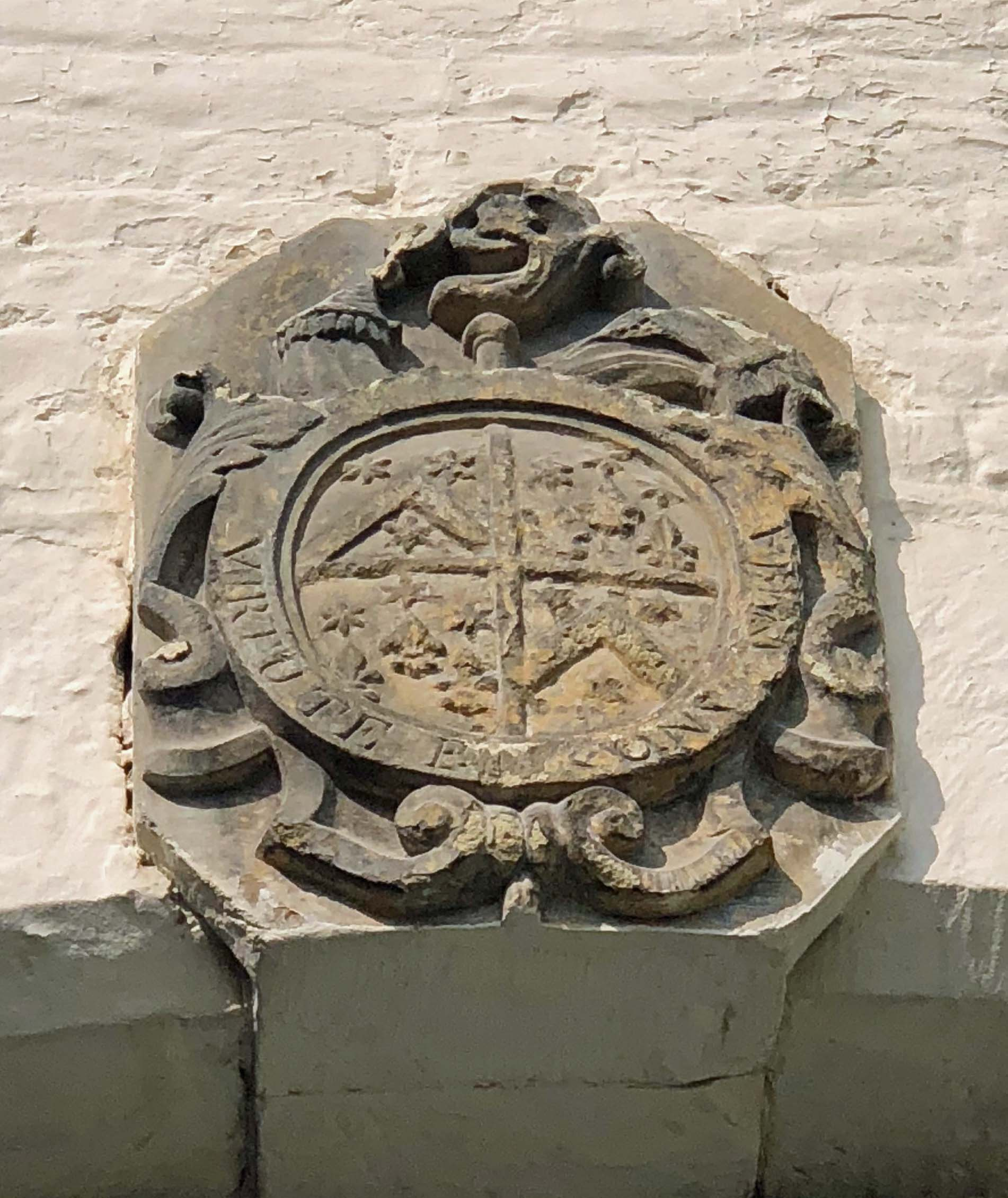
Détail de ses armes gravées dans la pierre
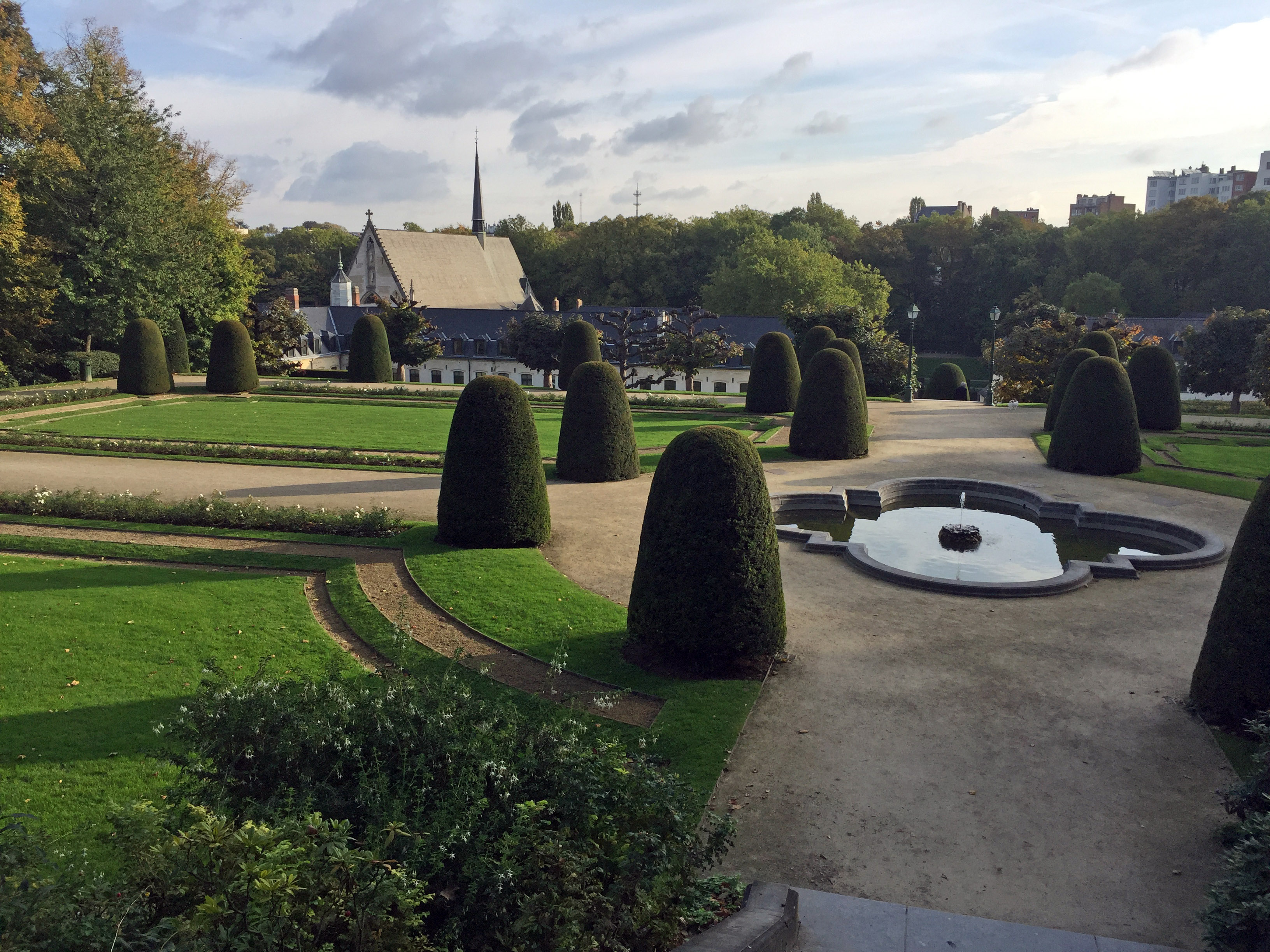
Vue actuelle des jardins étagés et de l'église